# 赤岩幹線排水路
赤岩幹線排水路（あかいわかんせんはいすいろ）は、埼玉県北葛飾郡松伏町を流れる河川である。

## 概要
この赤岩幹線排水路は北葛飾郡松伏町大字上赤岩および大字下赤岩を流下していることからこの名称がついた。流域周辺は主に水田などの農地となっている。なお、流路の詳細に関しては下記の流路節を参照されたい。

## 流路
- 松伏ニュータウンショッピングセンターの南側の町道の歩道を暗渠として東北東方向に流下する。
- 松伏町立松伏小学校の西側の町道の歩道を暗渠として南南東方向に流下する。
- 松伏総合公園の北西側より開渠となり、北葛飾郡松伏町大字上赤岩の田園地帯を南南東に向かい流下する。
- 大字下赤岩を南南東へと流下し、やがて暗渠となり赤岩排水機場へと至る。

## 橋梁
- 大字下赤岩の暗渠区間

橋は数多くあるが名前の付いた橋は存在しない。

## 流域周辺の施設

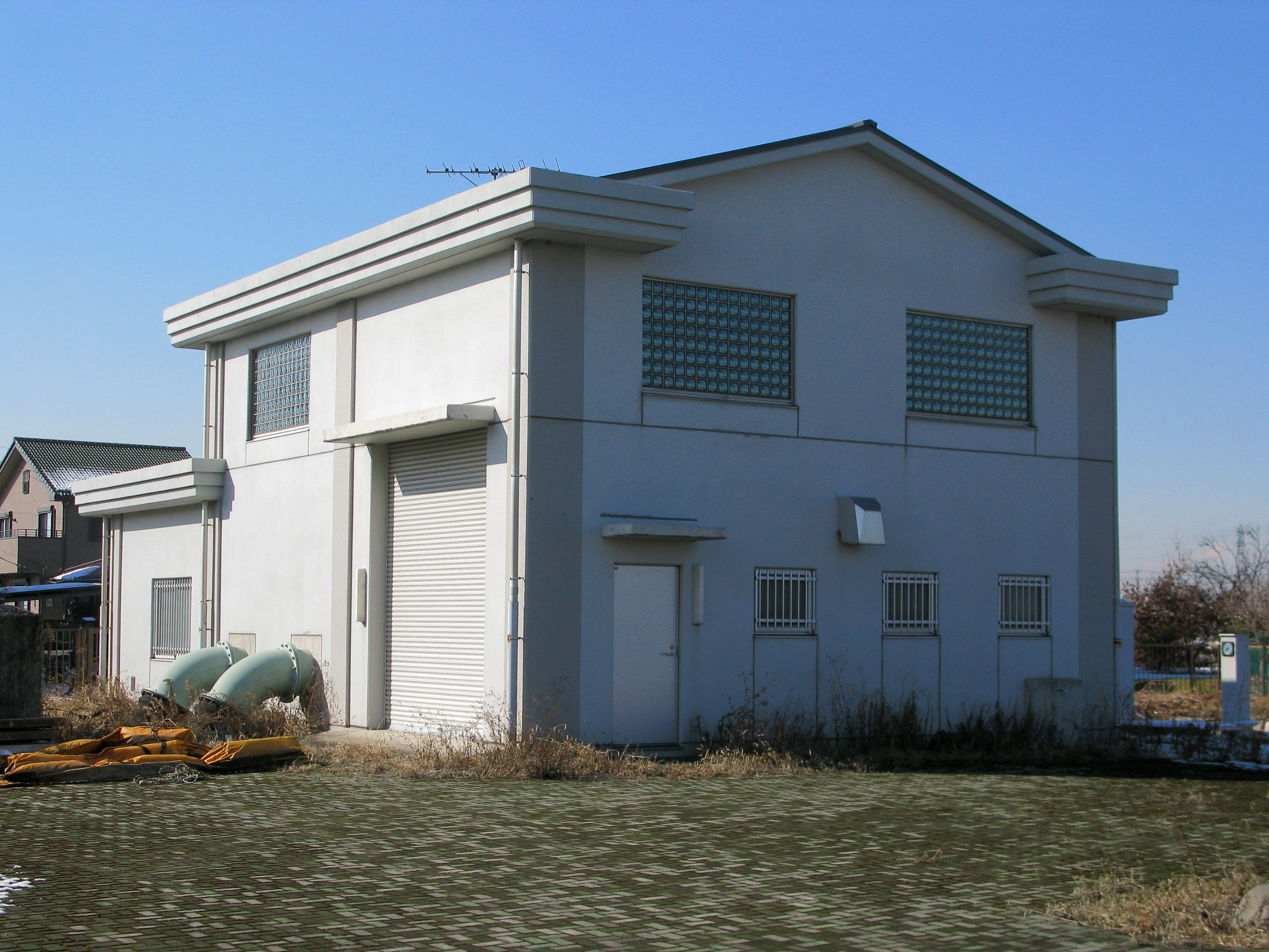
赤岩排水機場

- 松伏町立松伏小学校
- 松伏総合公園
- 松伏町立松伏第二中学校
- 赤岩排水機場